# Judge
Judge, también denominada The Judge, fue una revista humorística semanal publicada en los Estados Unidos entre 1881 y 1947. Fue lanzado por artistas que se habían separado de su rival Puck. Los fundadores incluyeron al caricaturista James Albert Wales, el editor de novelas de diez centavos Frank Tousey y el autor George H. Jessop.

## Historia y perfil

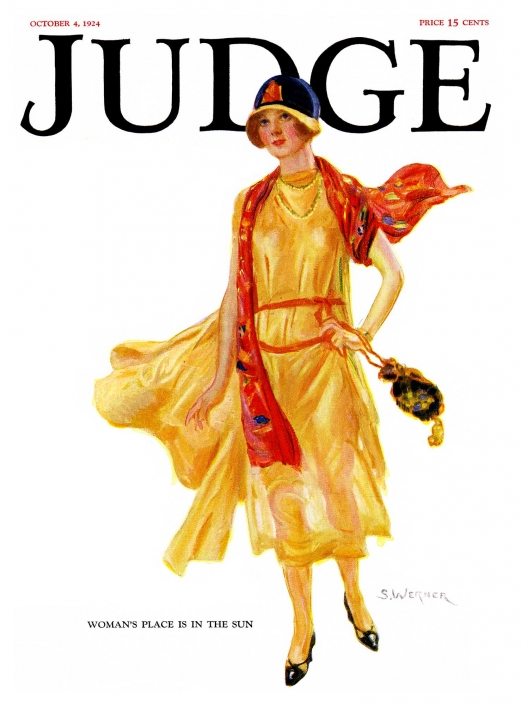
Portada del número del 4 de octubre de 1924.

La primera impresión de Judge fue el 29 de octubre de 1881, durante la Gran Depresión. Tenía 16 páginas y estaba impreso en papel en cuarto. Si bien al principio le fue bien, pronto tuvo problemas para competir con Puck. William J. Arkell compró la revista a mediados de la década de 1880. Arkell usó su considerable riqueza para persuadir a los dibujantes Eugene Zimmerman («Zim») y Bernhard Gillam para que dejaran Puck. Partidario del Partido Republicano, Arkell persuadió a sus caricaturistas para que atacaran a la administración demócrata de Grover Cleveland. Con la ayuda del Partido Republicano, Judge prosperó durante las décadas de 1880 y 1890, superando a su publicación rival en contenido y circulación. A principios de la década de 1890, la circulación de la revista llegó a 50 000.
Bajo el liderazgo editorial de Isaac Gregory (1886–1901), Judge se alió aún más con el Partido Republicano y apoyó la candidatura de William McKinley en gran parte a través de las caricaturas de los caricaturistas Victor Gillam y Grant E. Hamilton. La circulación de Judge fue de aproximadamente 85 000 en la década de 1890. En la década de 1900, la revista había tenido éxito, alcanzando una circulación de 100 000 ejemplares en 1912. Edward Anthony fue editor a principios de la década de 1920. Anthony fue más tarde coautor de los dos primeros libros de Frank Buck, Bring 'em Back Alive y Wild Cargo.
Harold Ross fue editor de Judge entre el 5 de abril y el 2 de agosto de 1924. Usó la experiencia en la revista para comenzar la suya propia en 1925, The New Yorker.
El éxito de The New Yorker, así como la Gran Depresión, presionaron a Judge. Se convirtió en publicación mensual en 1932 y dejó de circular en 1947.
Judge resucitó en octubre de 1953 como un semanario de 32 páginas. David N. Laux fue presidente y editor de Mabel Search como director editorial y Al Catalano como director de arte. Los colaboradores incluyeron a Arthur L. Lippman y Victor Lasky. Hubo secciones con ensayos ligeros sobre deportes, golf, carreras de caballos, radio, teatro, televisión, bridge y libros actuales, junto con presentaciones de revistas universitarias, un crucigrama, viñetas y piezas humorísticas. Había varias secciones políticas; frases ingeniosas, dibujos animados y ensayos más largos con una inclinación mayoritariamente conservadora, en un estilo que presagia a Emmett Tyrrell de The American Spectator de hoy.
El Centro de referencia de colecciones especiales de la Universidad George Washington mantiene una colección de caricaturas de Judge y Puck que datan de 1887 a 1900. La colección se encuentra en la Biblioteca Estelle y Melvin Gelman de GW y está abierta a los investigadores.

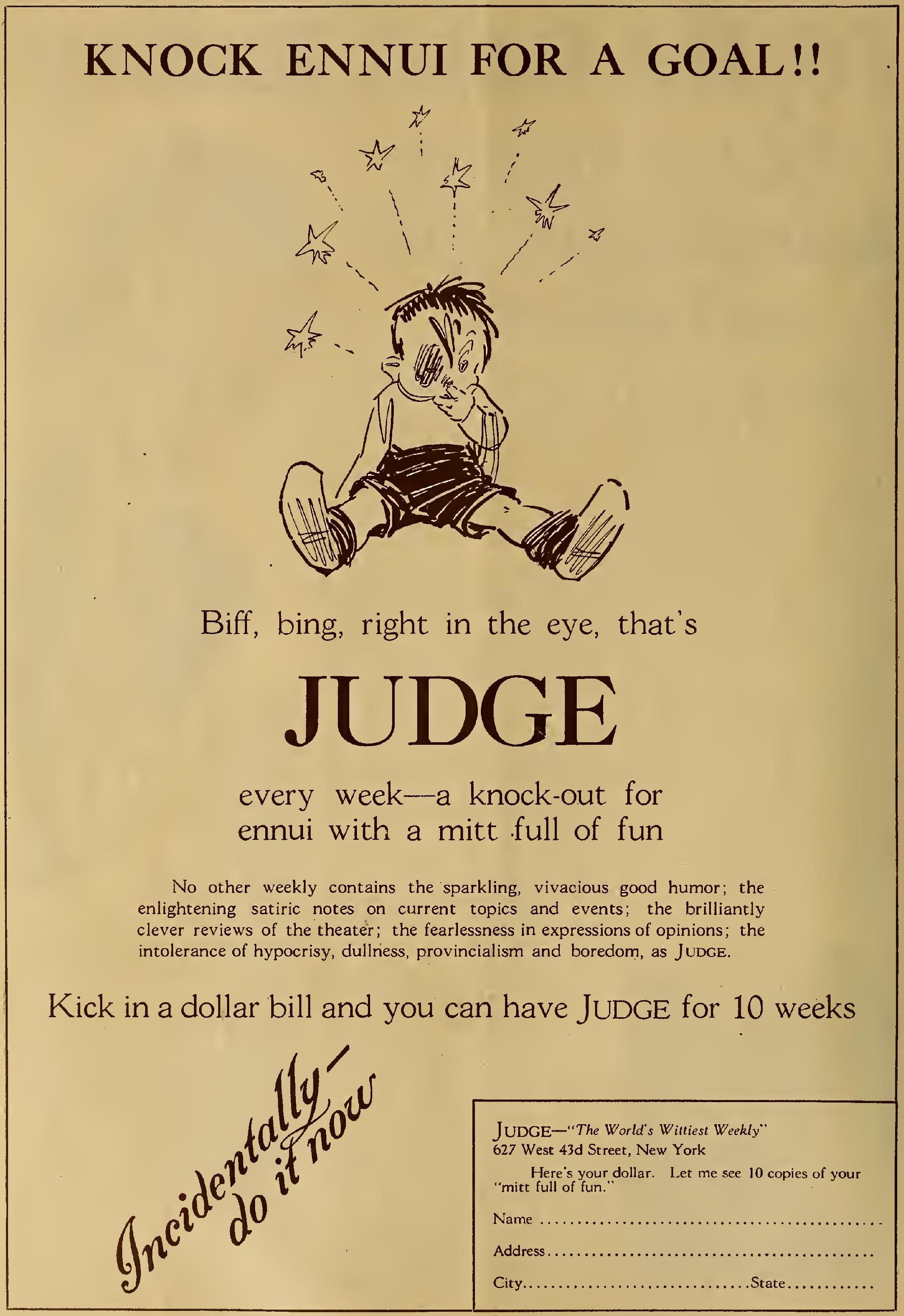
Anuncio en Judge de 1926.

## Galería

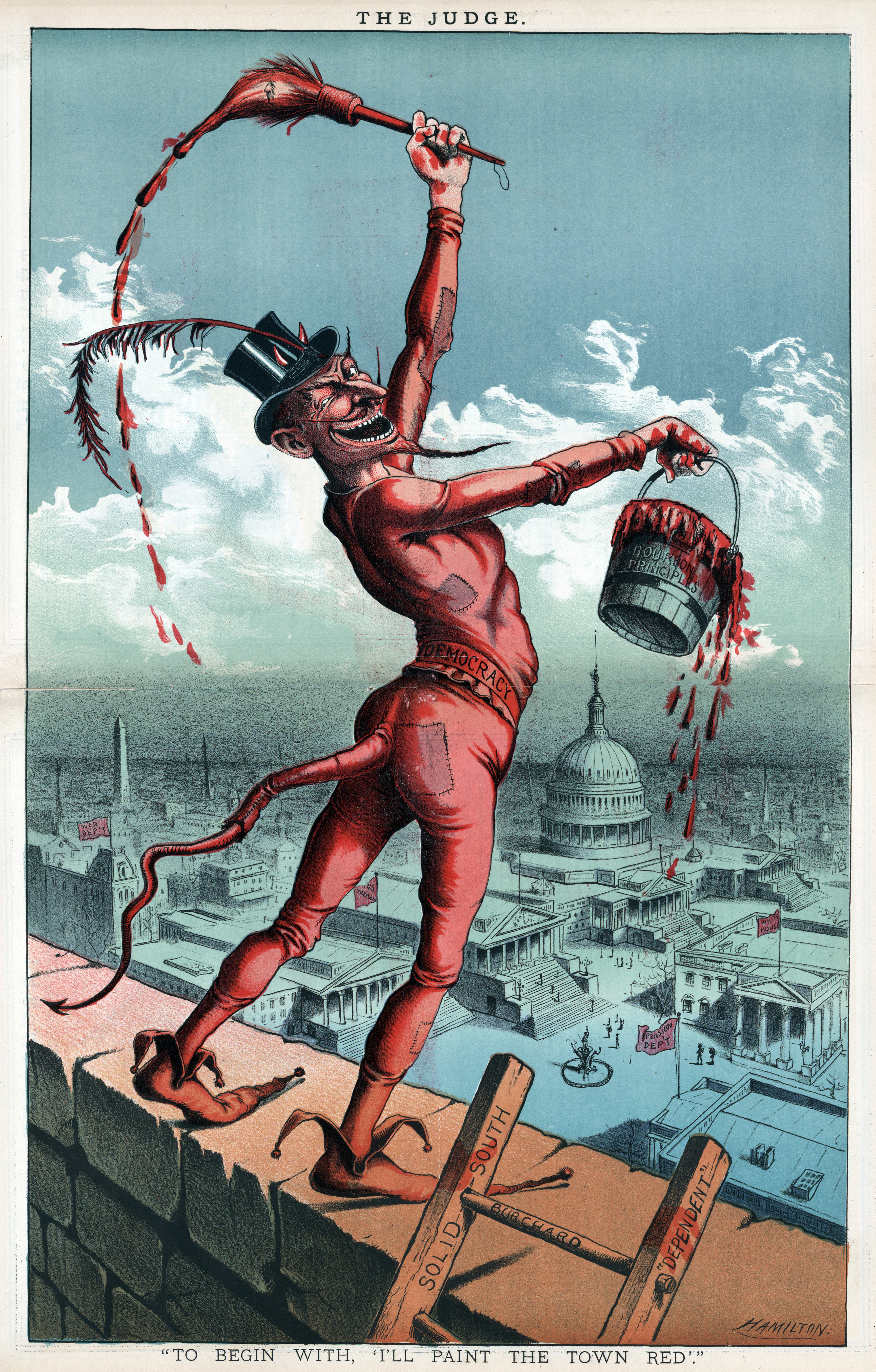
"Para empezar, pintaré la ciudad de rojo", de Grant E. Hamilton, The Judge vol. 7, 31 de enero de 1885
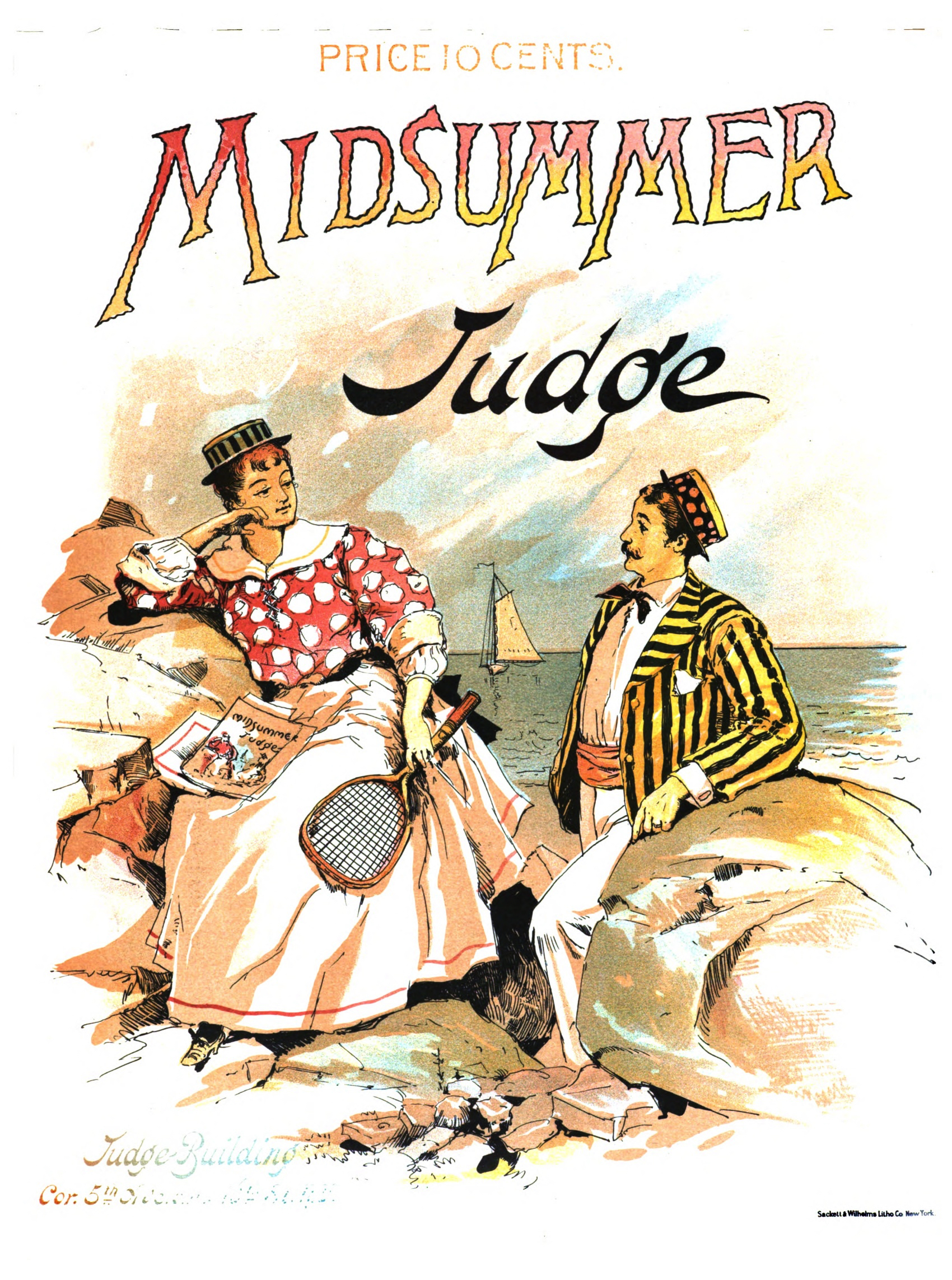
Número de verano, 2 de agosto de 1890
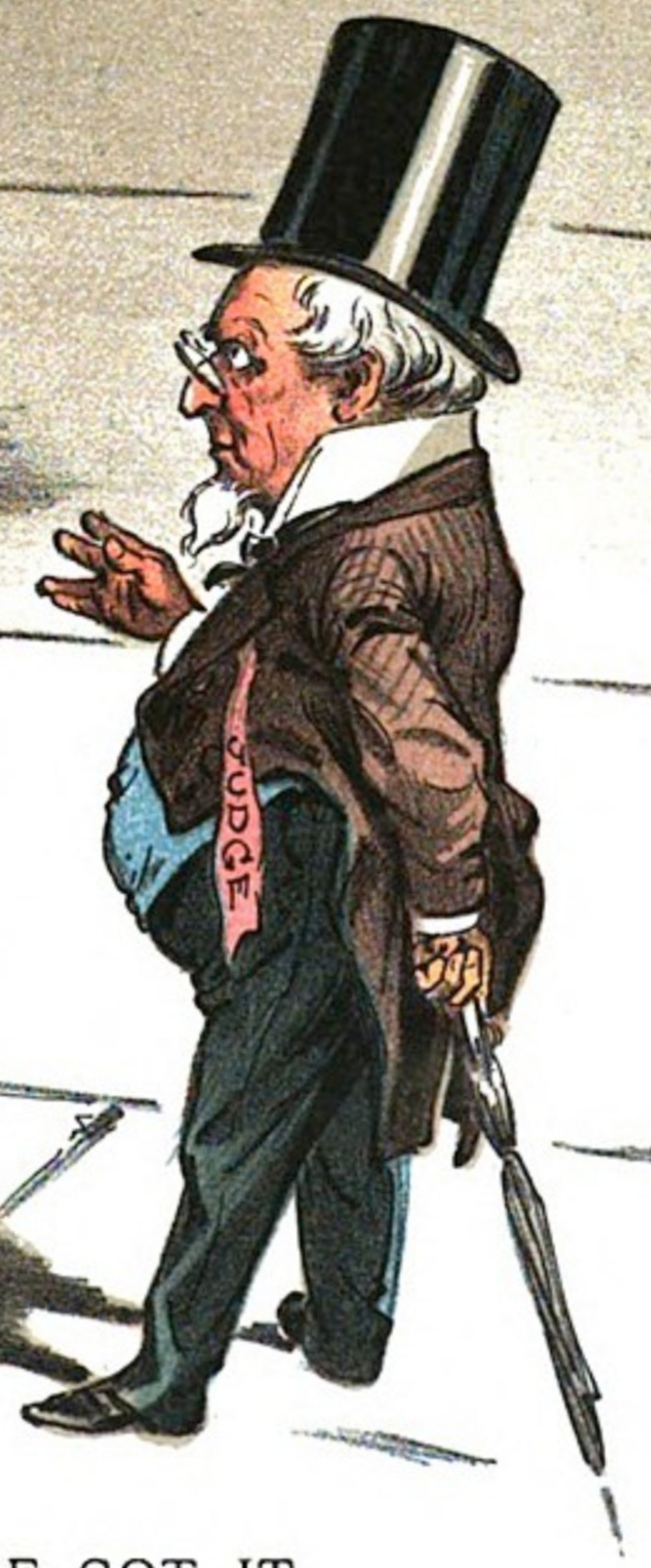
Personificación de la revista en la portada del número del 15 de julio de 1893
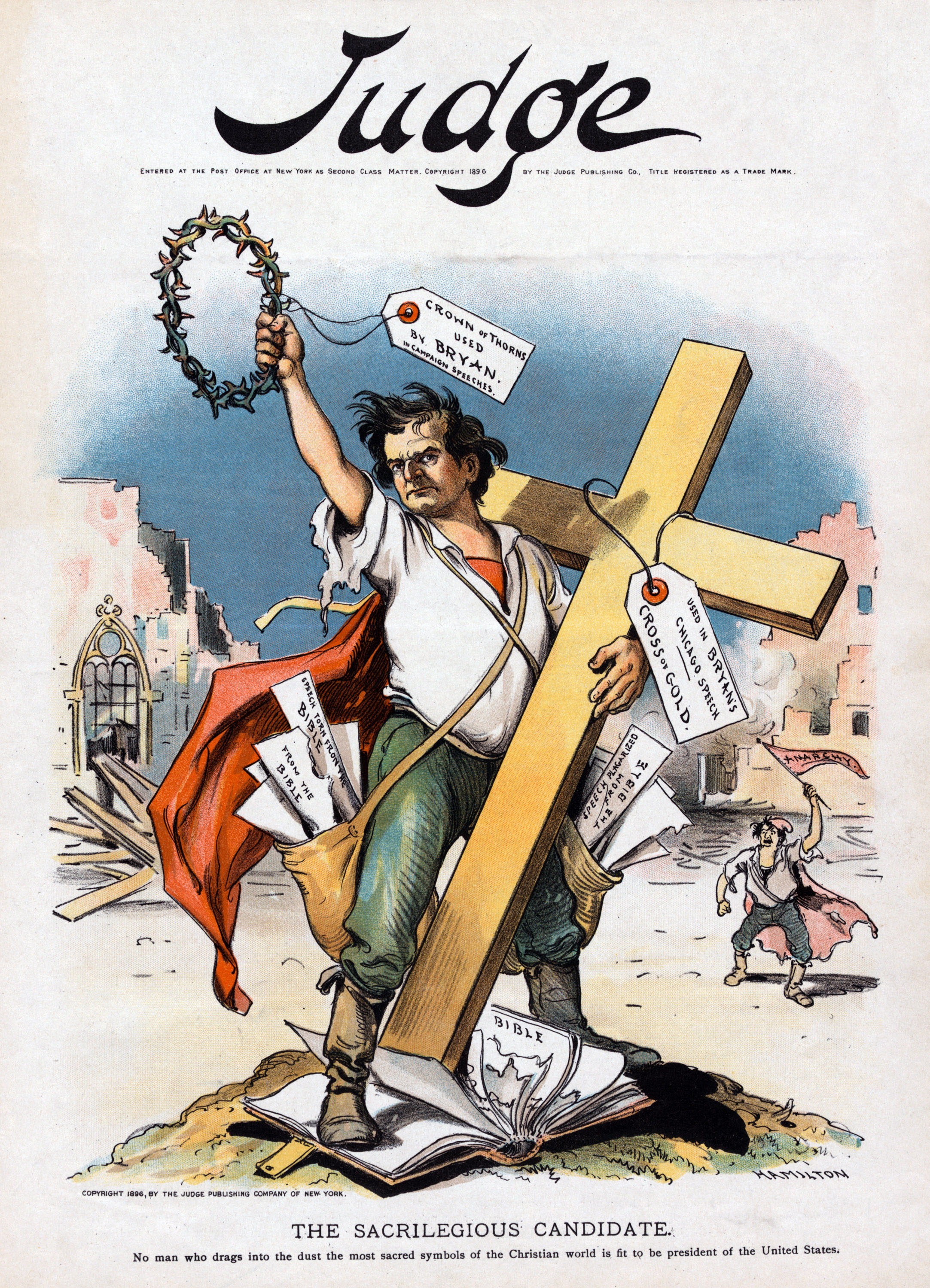
Una caricatura de 1896, sobre el discurso "Cruz de oro" de William Jennings Bryan
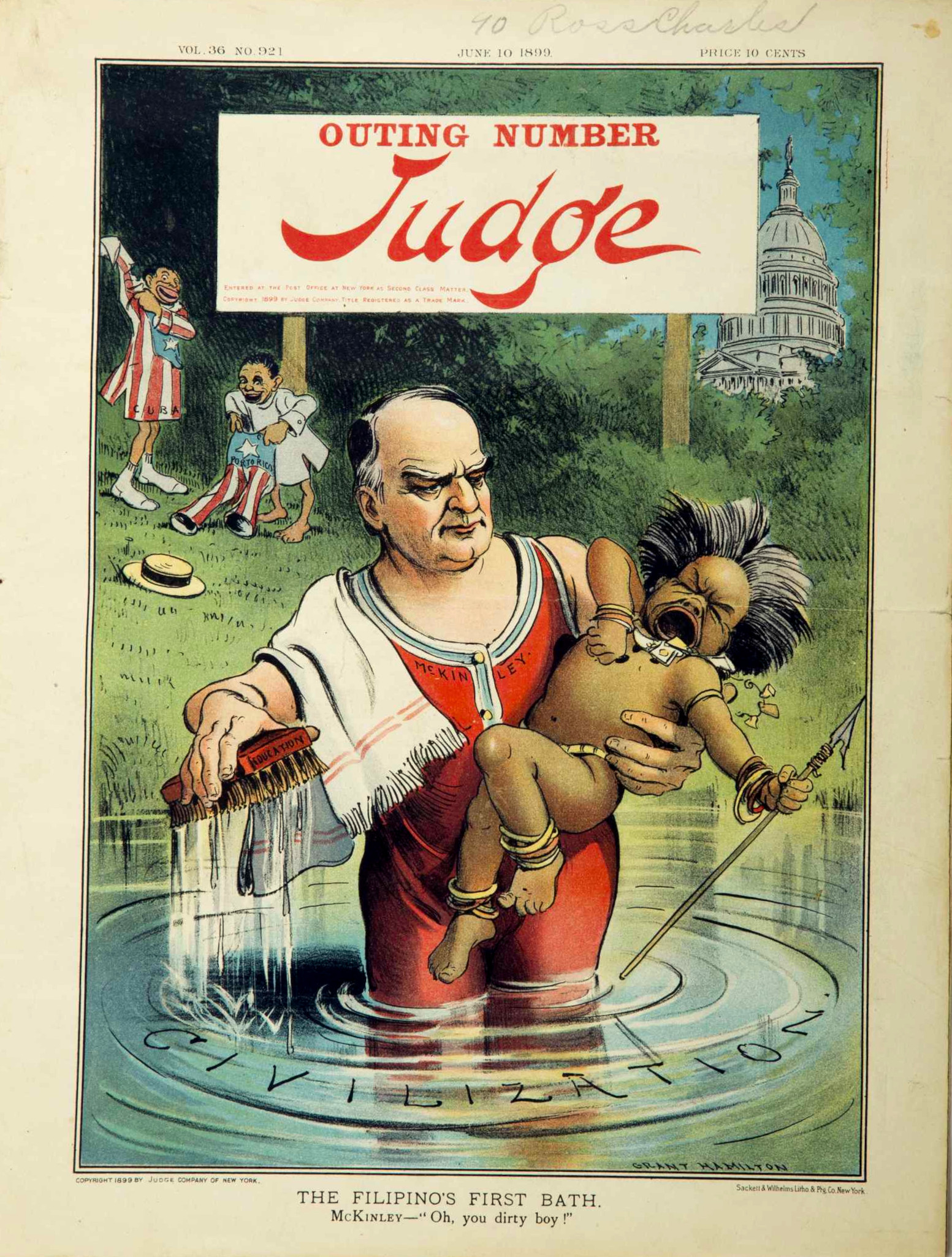
Una portada de 1899 de la revista Judge que muestra una caricatura del presidente estadounidense William McKinley
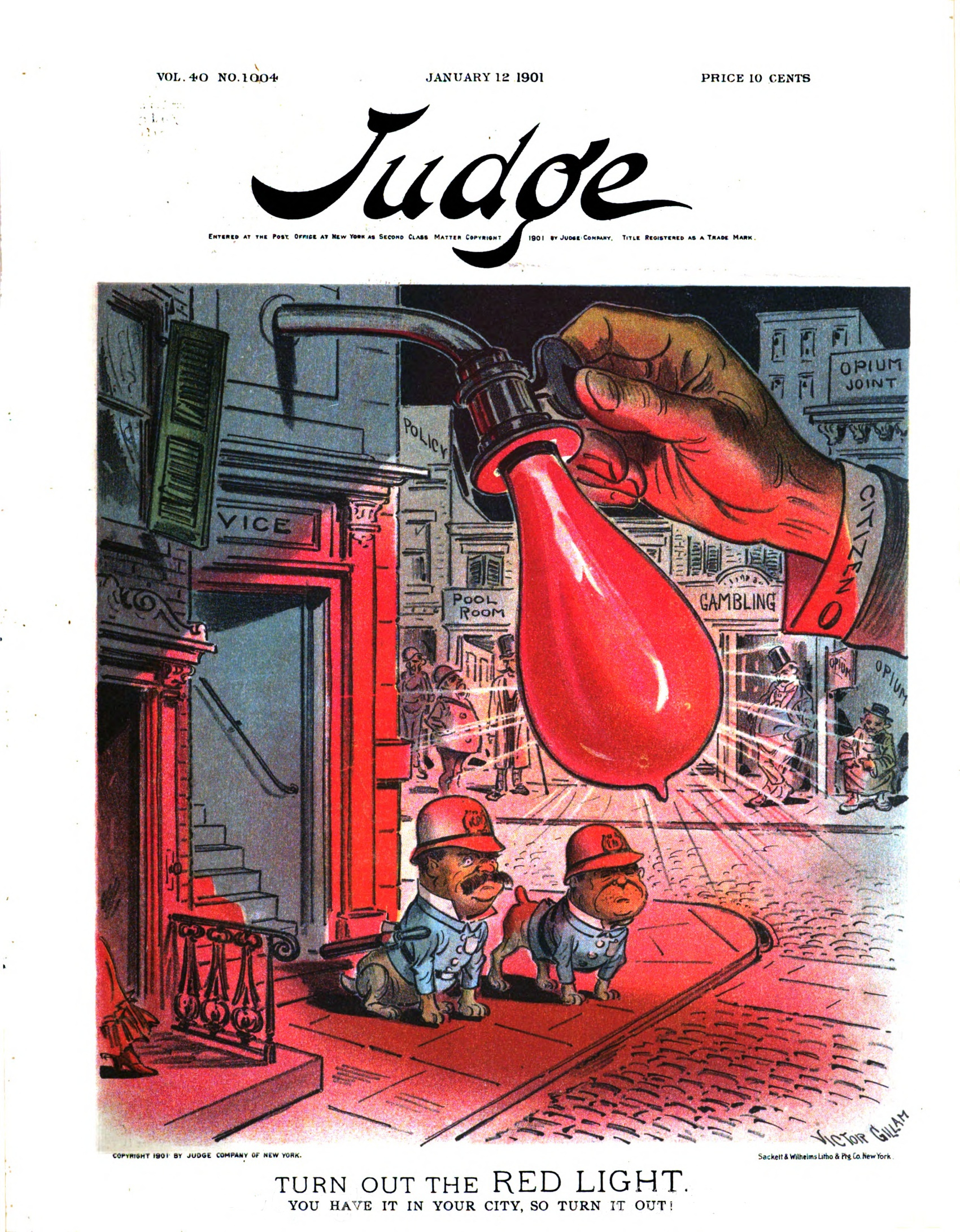
Portada que expresa su oposición a los distritos de zonas rojas, 12 de enero de 1901
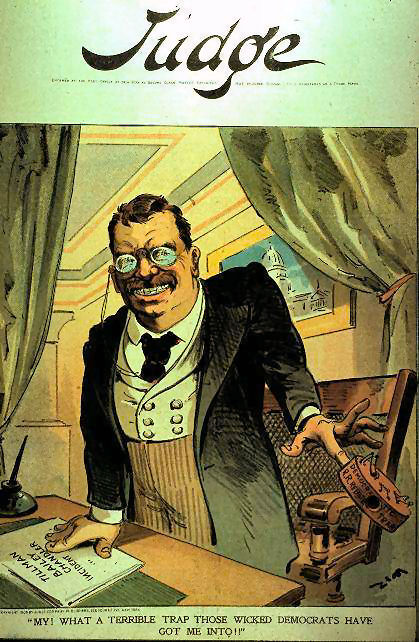
Una portada de 1906 de la revista Judge que muestra una caricatura de Theodore Roosevelt por Eugene Zimmerman
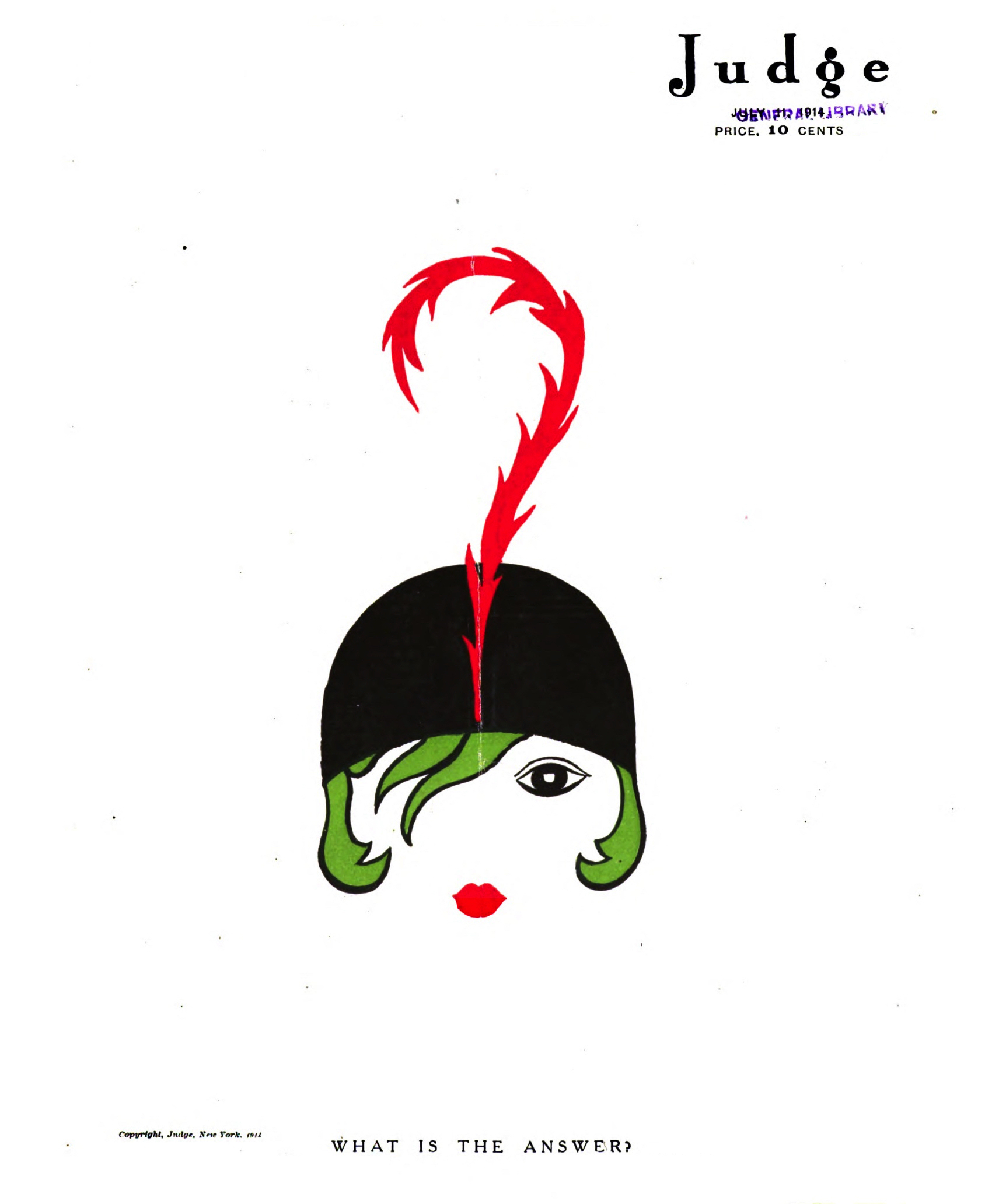
Portada de 1914: "¿Cuál es la respuesta?"
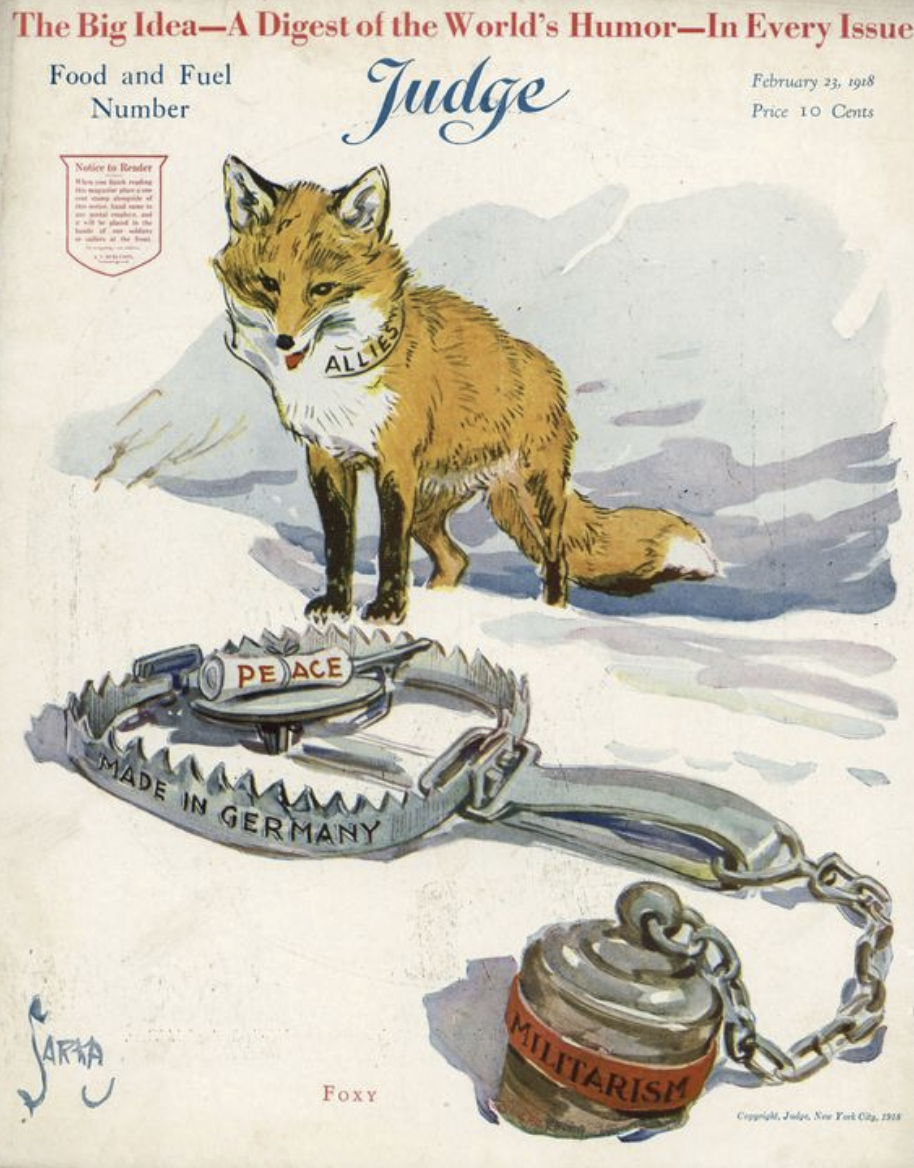
Portada de 1918 con una caricatura política sobre la Primera Guerra Mundial
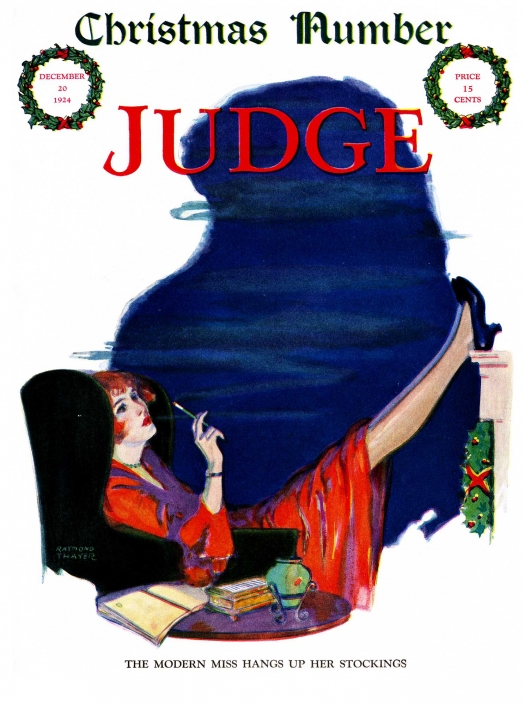
Número de Navidad, 20 de diciembre de 1924
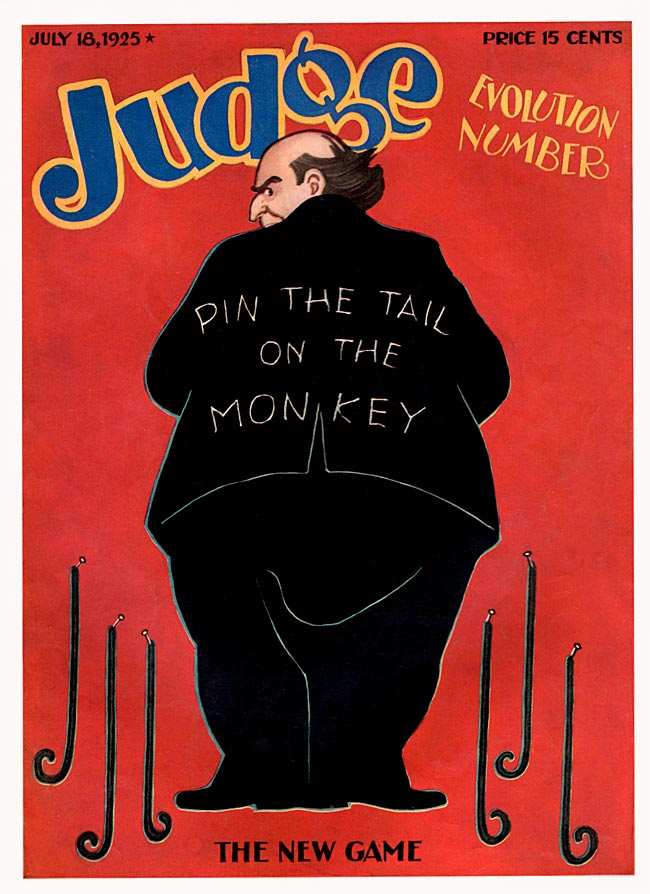
"Número de evolución" de 1925 con el Juicio de Scopes de portada, protagonizada por William Jennings Bryan